# Línea A10 (Canelones)
La línea A10 es una línea urbana de Canelones que une Las Piedras con el barrio Barreras en 18 de Mayo. Integra el Sistema de Transporte Metropolitano. 

## Características
El recorrido fue creado como un circuito local de la entonces Compañía Ómnibus Bares, una empresa de transporte que operaba en la ciudad de Las Piedras, tal recorrido era dentro de los límites de la ciudad homónima, dado que por esas épocas no había sido creada la hoy ciudad de 18 de Mayo. En el año 2008 la compañía fue adquirida por la Compañía de Ómnibus del Este, quien asumiría la gestión de todas sus líneas, entre ellas la línea 10.
Desde sus inicios su denominación original era L10, luego solo 10 y actualmente A10. debido a que en el año 2020 la línea fue incorporada al Sistema de Transporte Metropolitano. 